# 埃米莉娅·埃贝莱
埃米莉娅·埃贝莱（羅馬尼亞語：Emilia Eberle，1964年3月4日—），罗马尼亚女子竞技体操运动员，她曾經代表罗马尼亚獲取1979年世界體操錦標賽自由體操項目的金牌，加冕自由體操世界冠軍。
1980年莫斯科（夏季）奥运会体操比赛团体項目的银牌、高低槓項目的銀牌。